# Hermann von Stein
Hermann von Stein (Wedderstedt, 1854. szeptember 13. – Lehmin, 1927. május 26.) német tábornok és az első világháború alatt a Német Birodalom hadügyminisztere volt.

## Élete
Hermann von Stein 1854. szeptember 13-án született Wedderstedtben. 1873-ban lépett be a hadseregbe és a tüzérségnél kezdte a katonai pályafutását. 1903-ban a vezérkar mozgósításért felelős részlegének vezetésével bízták meg. Vezérőrnaggyá való előléptetése után 1912-ben átvette a 41. gyalogos hadosztály vezetését. 1913-ban nemesi címet adományoztak részére. 1914-ben, az első világháború kitörése után a vezérkar vezérlő hadbiztosává nevezték ki.
Ebben a beosztásban feladata a katonai ellátmányozás, a hadsereg postai és egészségügyi ellátásának, valamint a katonai törvényszék működésének biztosítása volt. Helmuth von Moltke tábornok, az első marne-i csata után bekövetkező, vezérkari főnöki beosztásából történő leváltása után von Steint a 14. tartalékos hadtest élére nevezték ki. 1916. június 1-jén csapatai a Gommécourt és a Somme folyó körzetében széthúzódtak, és így őket érte a britek támadása. Az első összecsapás után von Stein csapatait a somme-i front, Monchy és Thiepval között található, északi szektorának védelmével bízták meg.
1916. október 29-én kinevezték a Német Birodalom hadügyminiszterévé. Elődje a leváltott Erich von Falkenhayn vezérkari főnök híve, Adolf Wild von Hohenborn volt. Stein hivatali ideje alatt a háborús erőfeszítések erősödtek. 1916 novemberében, a Hindenburg-program bevezetésével a minisztérium alapvető átalakuláson, újjászervezésen ment keresztül. A Paul von Hindenburg és Erich Ludendorff irányítása alatt álló katonai felső vezetés politikai térnyerése következtében a hadügyminiszter befolyása egyre csökkent. Stein úgy érezte, hogy nem az ő feladata ennek a folyamatnak a megállítása. Miksa badeni herceg kancellári kinevezése után, 1918. október 9-én lemondásra kényszerült. Szolgálati viszonya 1918. november 17-én szűnt meg. 1927. május 26-án hunyt el Lehminben.